# 히가시모로역
히가시모로역(일본어: 東毛呂駅, ひがしもろえき)은 일본 사이타마현 이루마군 모로야마정에 있는 도부 철도 오고세 선 역이다. 역 번호는 TJ 45이다.

## 역 구조
섬식 승강장 1면 2선의 지상역에서 열차 교환이 가능하다. 본 역과 부슈나가세 역 사이로는 복선이다.
역사는 선로의 남쪽에 있는 승강장과 부슈나가세 측단부의 과선교와 부슈카라사와 측단부 엘리베이터 이용자 전용 과선교에 의하여 연결된다. 자동 개찰기가 설치되어 있다. 화장실은 역사 개찰 내에 있는 다기능 화장실을 병설한다.
창구를 닫는 경우가 있어, 창구 옆에 인터폰이 설치되어 있다.

### 승강장
| 번호 | 노선      | 방향 | 행선                                               |
| ---- | --------- | ---- | -------------------------------------------------- |
| 1    | 오고세 선 | 하행 | 오고세 방면                                        |
| 2    | 오고세 선 | 상행 | 사카도・ 도조 선 가와고에・와코시・이케부쿠로 방면 |

- 다만, 사카도 역으로의 도조 본선은 사카도 역에서 환승이 필요하다.

## 역 주변
- 모로야마 정 사무소
- 모로야마 정 복지 회관
- 모로야마 정립 도서관
- 이나게야 모로점
  - BOOKOFF 모로야마점
- 라이프 모로야마점
- 이즈모 이하보다 신사 - 야부사메의 시주로 저명.
- 동일본여객철도(JR 동일본) 하치코 선 모로역 - 본 역에서 모로 역 경유 노선 버스가 운행되고 있다.
- 모로야마 우체국
- 사이타마 의과 대학 모로야마 캠퍼스
  - 사이타마 의과 대학 병원
  - 사이타마 의과 대학 단기 대학
  - 모로 병원
  - 사이타마 의과 대학 내 간이 우체국
- 니시이리 광역 소방 조합 소방 본부
- 미노와다 호수

## 역사
- 1934년 12월 16일: 영업 개시.
- 2009년 3월: 엘리베이터 설치.

## 인접역
| 도부 철도 오고세 선          | 도부 철도 오고세 선 | 도부 철도 오고세 선            |
| ---------------------------- | ------------------- | ------------------------------ |
| TJ 44 부슈나가세 사카도 방면 |                     | 부슈카라사와 TJ 46 오고세 방면 |